# Mesoligia vinctuncula
Mesoligia vinctuncula är en fjärilsart som beskrevs av Jacob Hübner 1802. Mesoligia vinctuncula ingår i släktet Mesoligia och familjen nattflyn. Inga underarter finns listade i Catalogue of Life.